# Unité démotique de Philippes
L'unité démotique ou district municipal de Philippes, en grec moderne : Δημοτική Ενότητα Φιλίππων, est une subdivision de l'actuel dème de Kavála du district régional de homonyme, en Macédoine-Orientale-et-Thrace, en Grèce. Il correspond à un ancien dème ayant été fusionné en 2010, dans le cadre du programme Kallikratis.
Selon le recensement de 2021, le district municipal compte 10 133 habitants.
Il tient son nom de la cité antique de Philippes.
Il a été créé en 1994 par la fusion de trois anciennes communautés, absorbant ensuite sept autres en 1997 dans le cadre du programme Kapodistrias.
Son siège est la localité de Krinídes.